# DR-Baureihe V 100
Als Baureihe V 100 (ab 1970: 110) bezeichnete die Deutsche Reichsbahn vierachsige Streckendiesellokomotiven für den mittleren Dienst.

## Geschichte

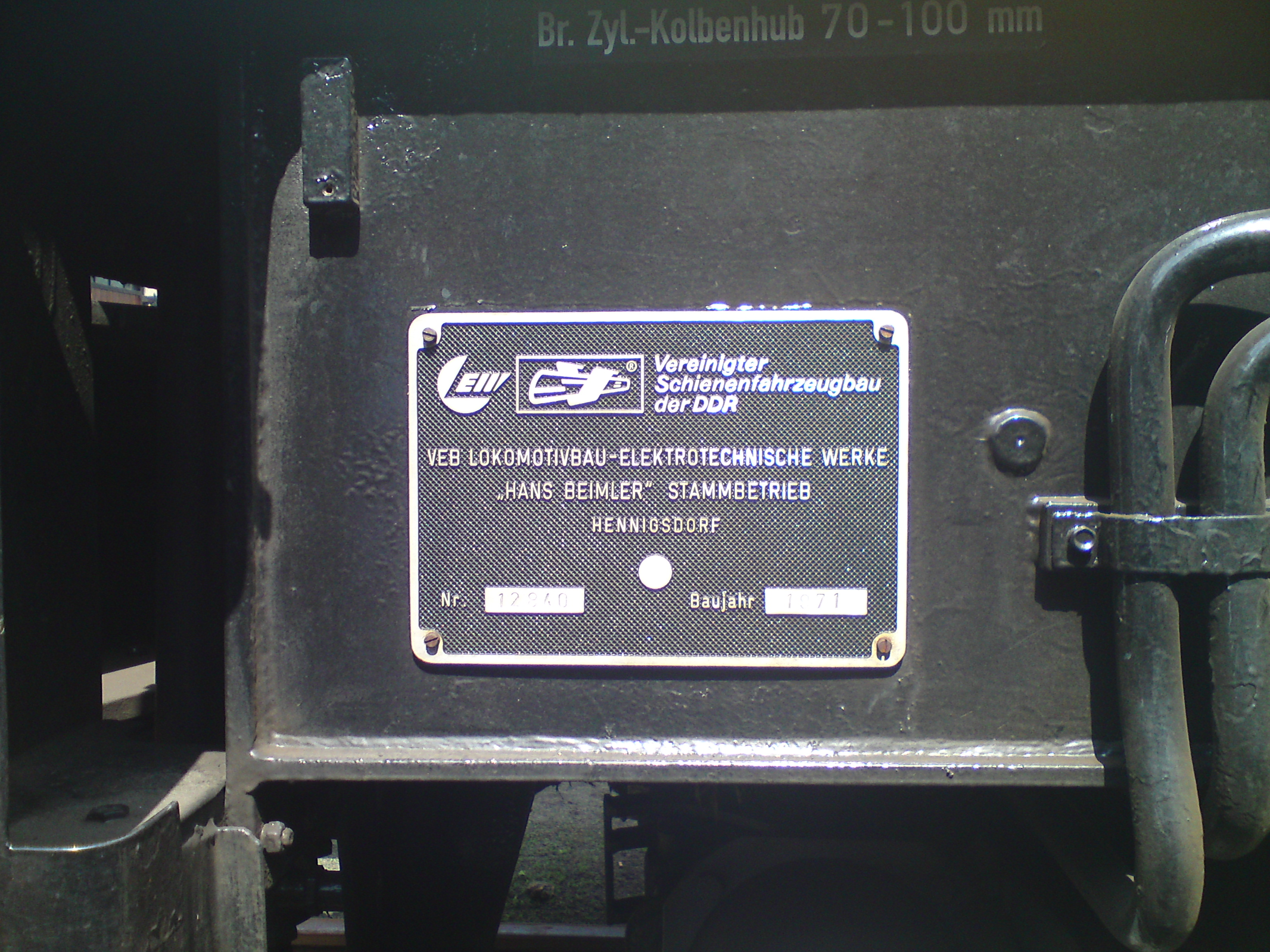
Fabrikschild einer V 100

Das Mitte der 1950er Jahre von der Deutschen Reichsbahn (DR) aufgestellte Diesellokprogramm zur Ablösung der Dampflokomotiven enthielt die Baureihen V 15, V 60, V 180 und V 240. Es fehlte jedoch eine Lokomotivbauart mit etwa 1.000 PS (ca. 700 kW) Leistung für den leichten bis mittleren Personen- und Güterzugdienst sowie den schweren Rangierdienst, die die Dampflokomotiven der Baureihen 38, 55, 57, 78 und 93 hätte ersetzen können. Diese Lücke sollte zunächst durch Import von auf der sowjetischen TGM3 basierenden Maschinen gefüllt werden. Als klar wurde, dass die Sowjetunion nicht imstande sein würde, die Lokomotiven zu liefern, wurde 1963 mit der Entwicklung einer eigenen 1000-PS-Diesellokomotive begonnen, wobei möglichst viele Teile der V 180 Verwendung finden sollten.
Als Ergebnis entstand beim Lokomotivbau Karl Marx Babelsberg eine vierachsige Diesellokomotive mit Mittelführerstand und hydraulischer Kraftübertragung. Das erste Baumuster (blaue Lackierung mit zwei umlaufenden beigen Zierstreifen) von 1964 hatte noch den aus der V 180 bekannten 900-PS-Motor, das zweite Baumuster von 1965 (rotbraune Lackierung mit zwei umlaufenden beigen Zierstreifen und elfenbeinfarbigem Anstrich des oberen Führerhausbereiches und der Vorbauoberflächen) erhielt bereits den 1000-PS-Motor vom Typ 12 KVD 18/21 A-3 vom VEB Motorenwerk Johannisthal der Serie. Die beiden Baumuster wurden nicht von der Deutschen Reichsbahn übernommen. Sie wurden 1968 bei einem Großbrand im Raw Cottbus zerstört und 1969 zerlegt. Die Nummern wurden später neu besetzt.

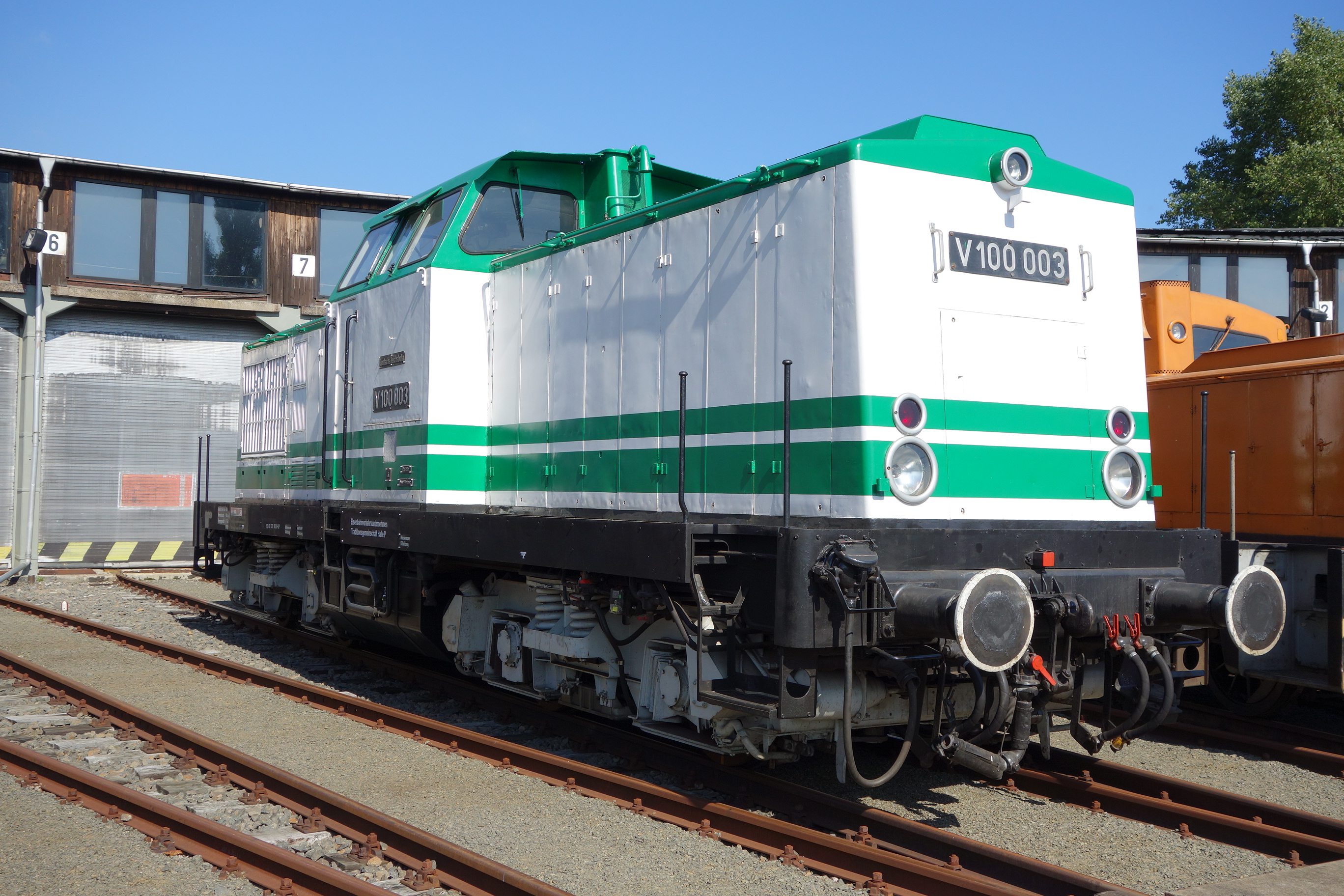
Musterlok V 100 003

Nachdem sich abzeichnete, dass die Serienfertigung aus Kapazitätsgründen beim Lokomotivbau Elektrotechnische Werke „Hans Beimler“ Hennigsdorf stattfinden sollte, baute dieser 1966 eine weitere Musterlok (V 100 003). Diese (dritte und älteste erhaltene) Lokomotive befindet sich heute als Leihgabe des DB-Museums Nürnberg beim Förderverein Berlin-Anhaltische Eisenbahn in Lutherstadt Wittenberg und trägt die ursprüngliche Lackierung (creme mit grünen Streifen). Sie hat auch noch eine gefälligere Formgebung des Oberteils der Motorhauben. Bei den dann in Serie gebauten Maschinen ähnelt die Oberseite der Abdeckung der Maschinenanlage lediglich einem sehr flachen Satteldach. Auch trugen die später gefertigten Maschinen meist nur noch eine „Bauchbinde“, was wie bei den Lokomotiven der Baureihe V 180 weniger weißen Lack und Abklebearbeiten erforderte. Ein Jahr später begann die Serienfertigung, die Lokomotiven erhielten die Nummern V 100 004 bis 171.
Zum Einsatz auf Nebenstrecken mit geringerer Achslast wurde versucht, die Masse der Lokomotiven zu verringern. So wurde unter anderem auf das Stufengetriebe verzichtet. Damit konnte die Betriebsmasse auf 63 Tonnen gesenkt werden. In dieser Version wurden von 1969 bis 1978 696 Lokomotiven gebaut, die Erste als V 100 201, die Letzte dann schon mit neuer Baureihenbezeichnung als 110 896.
Die V 100 ersetzten in den folgenden Jahren fast alle Länderbahnlokomotiven im mittleren Leistungsbereich und kamen dabei vor fast allen Zugarten in der gesamten DDR zum Einsatz. Das letzte gebaute Exemplar mit 1000 PS war die 1978 gebaute 110 896.
Die Lokomotive erwies sich als robust und zuverlässig. Nur wenige Exemplare wurden vor 1990 ausgemustert, meist wegen schwerer Unfallschäden.
Nach Zusammenschluss der deutschen Bahnen waren die Lokomotiven im Personenverkehr wie ihr DB-Pendant überzählig. Zusätzlich traten ungewöhnliche Schlingerprobleme auf, die auf Hohllauf der Radprofile zurückgeführt wurden. Auf neu eingebauten Schienen mit geschliffener Fahrfläche schaukelten sich die Lokomotiven bei höheren Geschwindigkeiten auf. Die Deutsche Bahn AG setzte die zulässige Höchstgeschwindigkeit auf 80 km/h herab. Da durch diese Geschwindigkeit der Einsatz auf Hauptstrecken nur noch bedingt möglich war, wurden viele Lokomotiven abgestellt. Einzelne wurden später aus diesem Grund mit Schlingerdämpfern an den Drehgestellen nachgerüstet.

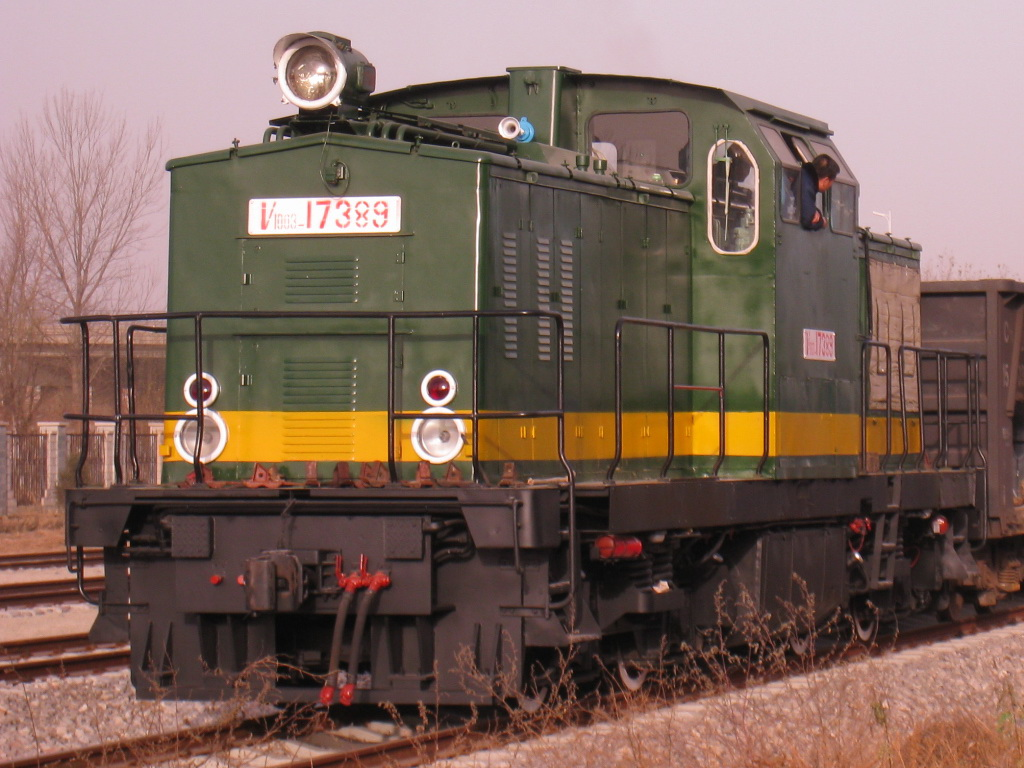
V 100.3 in China

Insgesamt wurden 1146 Lokomotiven gebaut, 748 als V 100.1, 120 als V 100.2, 86 als V 100.4 und V 100.5 sowie 190 als V 100.2 und V 100.3 für den Export nach China (werksinterne Bezeichnungen der Varianten, nicht zu verwechseln mit den Baureihennummern).

## Technische Merkmale

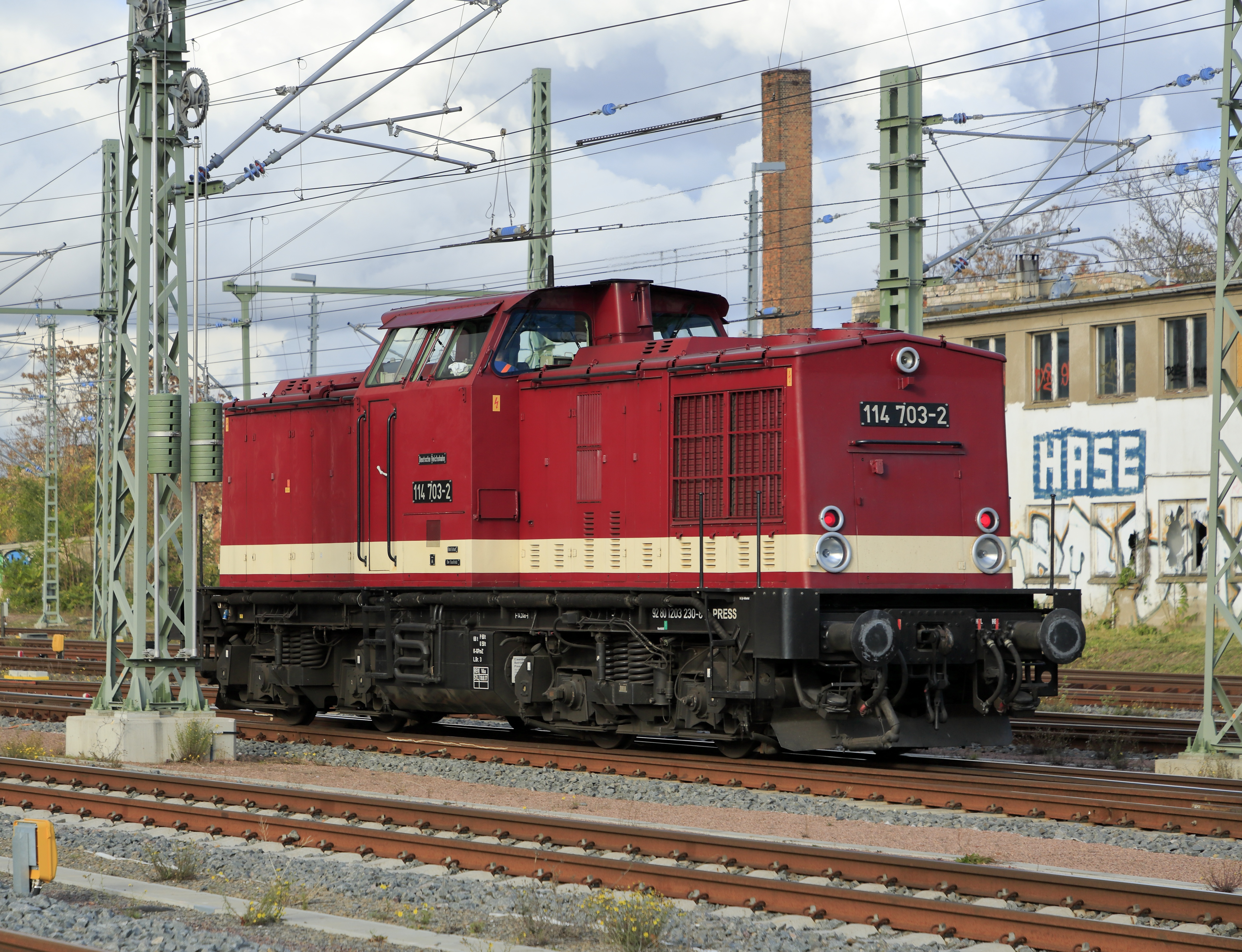
114 703 im November 2021 im Bahnhof Halle (Saale) Hbf in der Farbgebung der Deutschen Reichsbahn

Die Lokomotive läuft auf zwei zweiachsigen Drehgestellen, die über je einen Drehzapfen angelenkt sind. Der Hauptrahmen, in den ersten Serien (bis zur V 100 103) mit Langträgern in Fischbauchform, stützt sich über Schraubenfedern mit Gleitplatten auf diesen Drehgestellen ab. Der Verzicht auf die Fischbauchträger verringerte die Masse um 1,8 Tonnen, was zur Tauglichkeit auch für Strecken mit 15 t Achslast führte.
Die Lokomotive besitzt einen Mittelführerstand. Im vorderen Vorbau sind der Dieselmotor und die Kühlanlage untergebracht. Im hinteren Vorbau haben Lüftergenerator, Lichtanlassmaschine, Schaltschrank 3, Luftgerüst, Luftbehälter, Batterien, der Heizkessel (oder entsprechende Vorwärmgeräte, beispielsweise darf der 883 kW-Motor erst ab 15 °C Öl- und 50 °C Kühlwassertemperatur angelassen werden), Ballastgewichte sowie die Fahrzeugeinrichtung der Zugbeeinflussung und meist auch das Zugfunkgerät ihren Platz.
Im Fahrzeugrahmen unter dem Führerstand hängt das Strömungsgetriebe. Es ist über eine Gelenkwelle mit dem Motor verbunden. Das Getriebe hat einen Anfahr- und zwei Marschwandler sowie ein Wendegetriebe. Die ersten Lokomotiven (V 1000–1) waren noch mit einem Stufengetriebe ausgerüstet, das die Optionen Strecken- und Rangiergang bot. Weil aber diese Baureihe (bis auf die späteren Unterbauarten 108 und 111) kaum im Rangierdienst zum Einsatz kam, verzichtete man ab 1969 (V 1002) auf diesen Getriebeteil. Vom Getriebe erfolgt der weitere Kraftfluss über Gelenkwellen zu den Radsatzgetrieben. Die Radsätze eines Drehgestells sind über eine weitere Gelenkwelle miteinander verbunden. Links und rechts vom Getriebe sind die Kraftstofftanks angebracht.
Die Lokomotiven sind mit einer vierunddreißigpoligen Vielfach- und Wendezugsteuerung ausgerüstet. Deshalb wird die Drehzahl des Original-Dieselmotors elektromechanisch verstellt. Dazu können am Fahrschalter, der mit einem Trabant-Lenkrad betätigt wird, sechs Fahrstufen vorgewählt werden, die ein elektrischer Drehzahlversteller dann am Regler der Blockeinspritzpumpen einstellt. Die Motordrehzahl steigt dabei, von 650/min Leerlaufdrehzahl bei Stufe 1 und 1000/min bei Stufe 2 ausgehend, in 125/min-Schritten bis auf 1500/min.
Die Lokomotive ist für eine Höchstgeschwindigkeit von 100 km/h zugelassen, die jedoch für DB-Lokomotiven auf 80 km/h herabgesetzt wurde.
Zur Beheizung der Züge war am hinteren Ende der Lokomotive ein automatisch arbeitender Niederdruckdampfheizkessel eingebaut. Das Speisewasser wurde an Bord durch Ionenaustauscher aufbereitet. Den Heizkessel steuerte ursprünglich eine Relaislogik (RELOG-Steuerung). Im Zuge der Modernisierung erfolgte in den 1970er Jahren eine Umstellung auf Translogsteuerung (Transistor-Dioden-Logik, TRANSLOG-Steuerung). Alle Fahrzeuge wurden schrittweise umgerüstet. Da bereits Ende der 1980er Jahre praktisch keine neuen Bausteine mehr zu erhalten waren, war es unumgänglich, wieder eine Ablösung zu entwickeln. Um nicht erneut der schnellen Technologiefolge zum Opfer zu fallen (TTL- und KME3-Schaltkreise waren schon wieder veraltet), wurde eine neue Relogsteuerung konzipiert und als Ablösevariante gebaut.
Ab der zweiten Serie (V 100 044–103) gab es leichte bauliche Veränderungen: Die Abdeckung der Vorbauten ragte über diese hinaus und war mit Schnellverschlüssen befestigt.

## Bauartvarianten

### Baureihe 112 (DB-Baureihe 202)

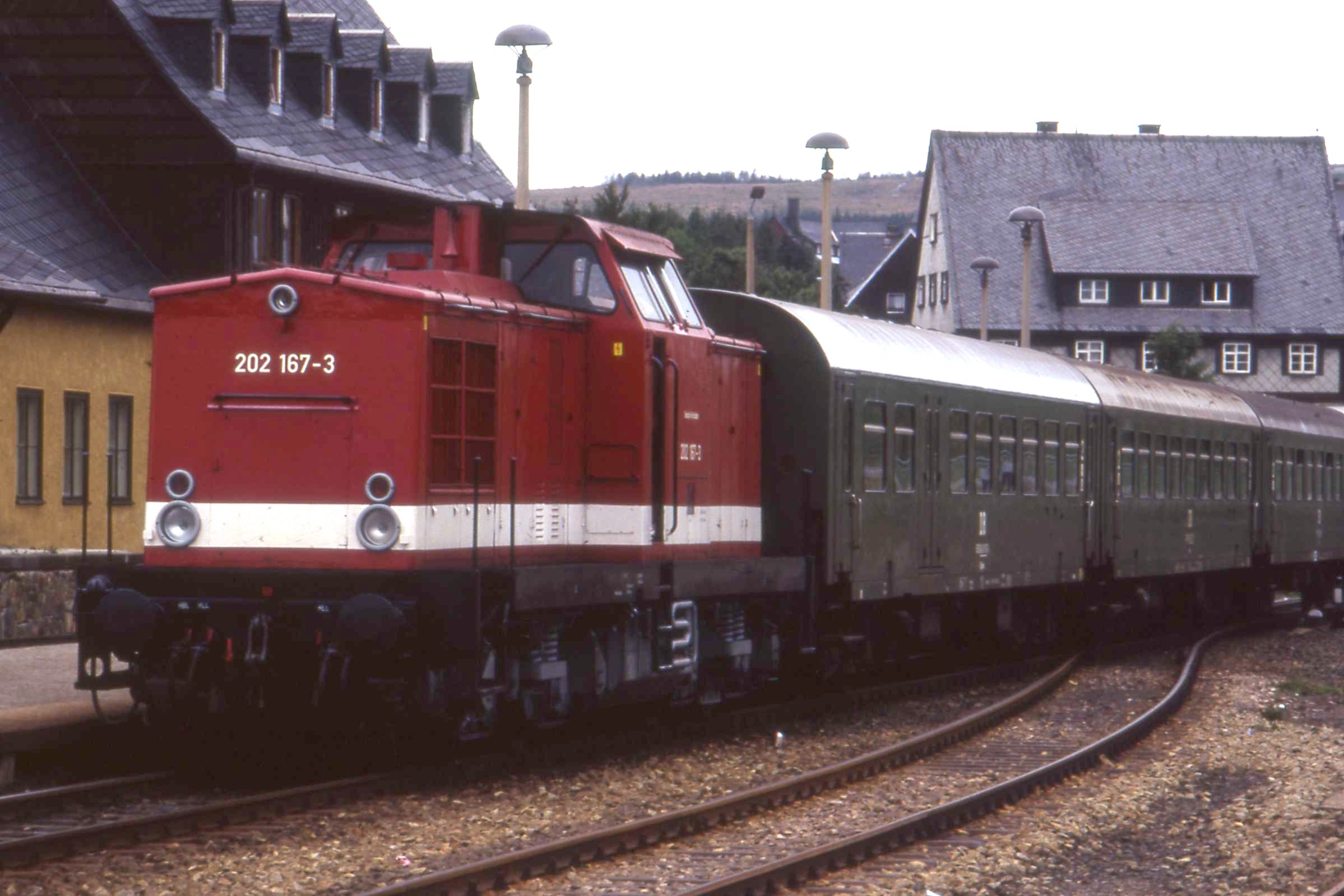
202 167 im August 1992 in Altenberg, Erzgebirge

Versuchsweise erhielten 1972 drei 110er einen 1200-PS-Dieselmotor, was sich auch im Schnellzugdienst ausgezeichnet bewährte. Das Strömungsgetriebe wurde – wie andere Bauteile auch – entsprechend angepasst. Zwischen 1981 und 1990 erfolgten die Umbauten auf 1200 PS (883 kW) im Raw Stendal unter Verwendung der Motoren 12 KVD 18/21 AL-4 und AL-5. Nach unterschiedlichen Quellen wurden in Stendal 492 oder 504 Lokomotiven umgebaut.

### Baureihen 114 und 115 (DB-Baureihe 204)

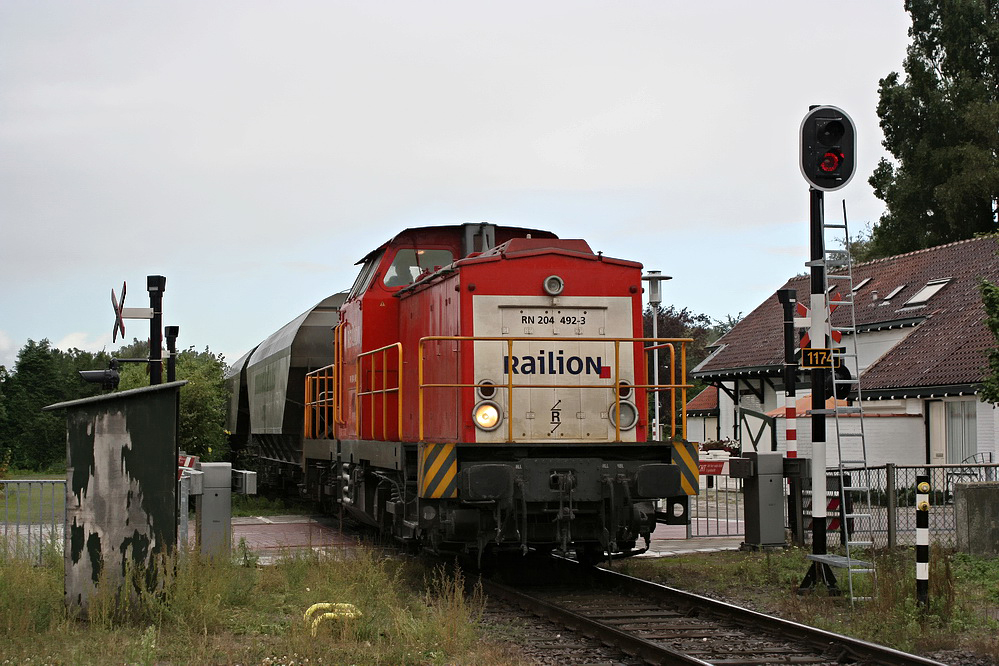
204 492 der Railion NL in Sas van Gent

Die Entwicklung endete mit der Baureihe 114 (neue Bezeichnung 204) mit einem 12 KVD 18/21-AL4 und ab 1988 mit einem 12 KVD 18/21-AL5. Da die 1200 PS auf Steilstrecken in den Mittelgebirgen durchaus noch zu wenig waren, wurden immer wieder Versuche mit weiterentwickelten Motoren und Getrieben gemacht. Zunächst wurden Motoren mit 1400 PS (1029 kW) Nennleistung und zwei Kühlkreisläufen eingebaut, was dem Nummernschema der DR entsprechend zur Einordnung in die Baureihe 114 führte. Mit dieser Leistung waren die Motoren vorerst am Limit angelangt, Folgen waren die Neigung zu Kolbenfressern und insgesamt mehr Verschleiß sowie Störanfälligkeit. Mit der Verfügbarkeit eines verbesserten Abgasturboladers konnte die Leistung auf 1500 PS (1100 kW) erhöht werden. Dieser 1100-kW-Motor wurde 1983 zuerst in die schon mehrfach mit verbesserten Motoren ausgerüstete 110 203 und die 110 358 eingebaut. Solche Maschinen bildeten ab 1. April 1983 die Baureihe 115. Als nur noch 1100-kW-Motoren im Umbauprogramm eingebaut wurden, entschloss sich die Deutsche Reichsbahn im Herbst 1983, die umgebauten Lokomotiven in der Baureihe 114 zusammenzufassen. Die Baureihenbezeichnung 115 sollte für geplante Neubaulokomotiven freigehalten werden. Der ab 1988 verwendete 12 KVD 18/21-AL5 hatte ein Zweikreis-Kühlsystem, eine neue Kurbelwelle, neue Zylinder und für jede Einspritzpumpe eine Kraftstoffpumpe. Dieser neue Motor wurde nachträglich auch in die schon vorher umgerüsteten Lokomotiven eingebaut. Insgesamt wurden zwischen 1983 und 1991 im Raw Stendal 65 Lokomotiven umgebaut.
Alle Lokomotiven im Betriebsbestand erhielten bei der Einführung des gemeinsamen Nummernplanes 1992 die Stammnummer 204 und wurden am 1. Januar 1994 von der Deutschen Bahn übernommen. Die letzte 204 wurde im Mai 2009 ausgemustert.
Weitere Maschinen wurden an Tochterunternehmen der Railion (heute: DB Cargo) verkauft. Die Lokomotiven 204 366, 399, 492, 616 und 626 waren bei Railion Nederland stationiert und wurden dort im Güterverkehr auf niederländischen Strecken eingesetzt. Heute fahren Lokomotiven dieser Baureihe auch in Bulgarien und Rumänien.
Die Lokomotive 103 der MEG (DB-Betriebsnummer 204 774) wurde den Dampflokfreunden Salzwedel als Leihgabe überlassen. Sie ist im ehemaligen Bahnbetriebswerk Wittenberge abgestellt.

### Baureihe 108 – 110 156 und 110 161 (DB-Baureihe 298)
1978 wurden im Raw Stendal versuchsweise zwei Lokomotiven der Baureihe 110 auf ein hydrodynamisches Wendegetriebe für den schweren Rangierdienst umgebaut. Dieses Getriebe hatte je zwei Vorwärts- und Rückwärtswandler, die zum dynamischen Bremsen genutzt werden konnten. Das neue Getriebe reduzierte so den Verschleiß an den Bremssohlen und Radreifen und beschleunigte den Richtungswechsel. Bei der Betriebserprobung auf dem Güterbahnhof in Halle/S wurden so Bremssohlen-Standzeiten von bis zu 2 Jahren erreicht.
Die Lokomotiven erhielten verbrauchsoptimierte Motoren mit einer auf 750 PS verminderten Leistung, die sich jedoch nicht bewährten und deshalb wieder ersetzt wurden. Im Rahmen der Versuche wurden die Lokomotiven in 108 001 und 002 umgezeichnet und erhielten nach Umbau auf die Serienmotoren wieder ihre ursprünglichen Betriebsnummern. 1985 gab es eine erneute Umbezeichnung in die Baureihe 108, diesmal mit den ursprünglichen Ordnungsnummern. Wegen des ausschließlichen Einsatzes als Rangierlokomotiven wurden die Heizkessel entfernt und die Farbgebung geändert. Hatte die Baumusterlokomotive anfangs nur übergangsweise orange Kontrastflächen an den Fronten erhalten, wurden später die Aufbauten bei beiden Lokomotiven komplett orange lackiert. Es blieb allerdings vorerst bei diesen zwei Lokomotiven. Die 108 002, die später in 108 161 umbezeichnet wurde, erhielt einen seitenbedienten Führerstand mit Veränderung des Einstiegs und unterschied sich somit äußerlich von der Ursprungsbauart. 1992 erhielten die Lokomotiven die neue Baureihenbezeichnung 298; 1997 wurde eine Funkfernsteuerung eingebaut.

### Baureihe 111 (DB-Baureihe 293)

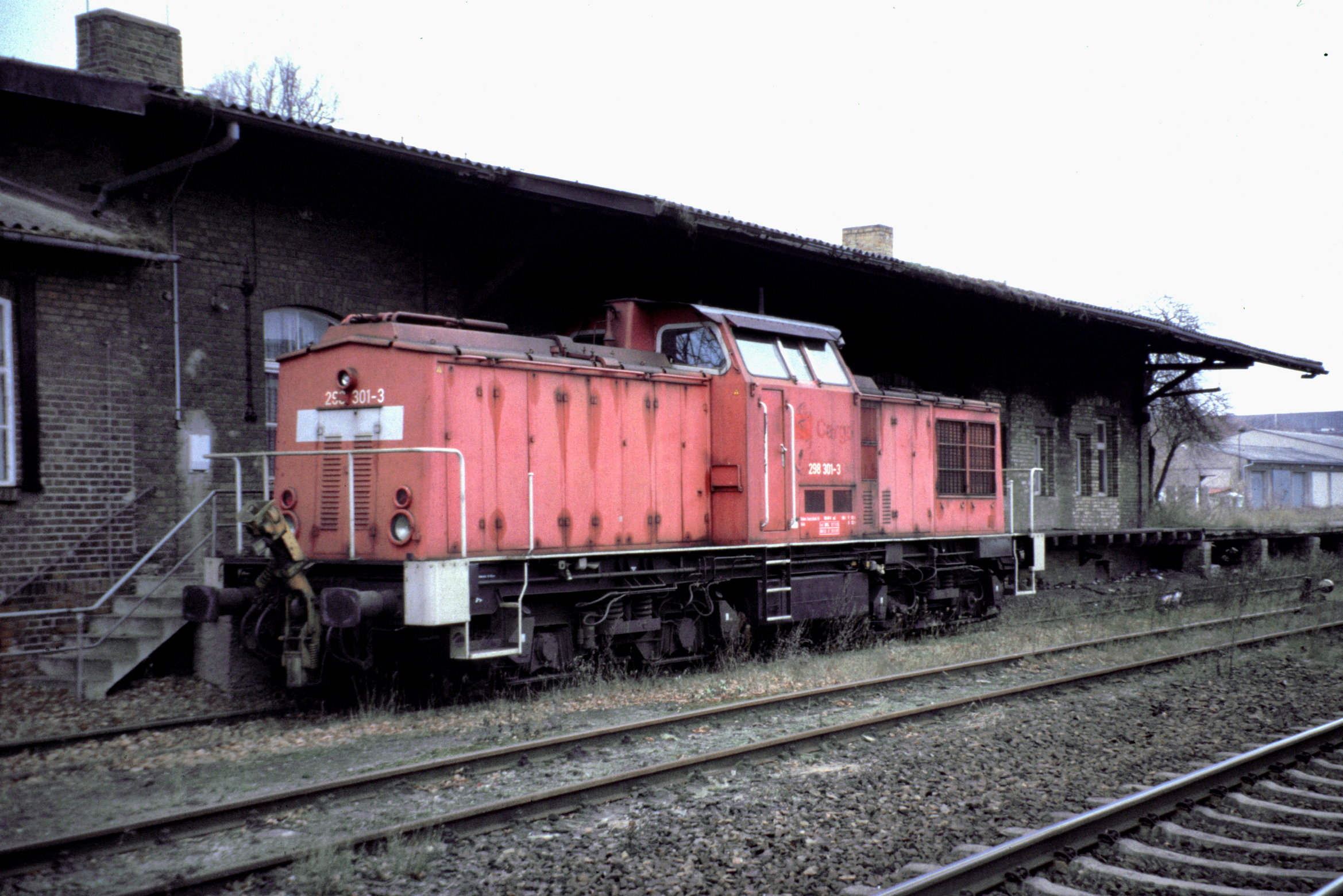
298 301, frühere 111 001 in Niesky

1981 begann die Auslieferung der Baureihe 111 an die Deutsche Reichsbahn. Für den schweren Rangierdienst wurde ab Werk an Stelle der Zugheizanlage ein Ballastgewicht eingebaut. Die zulässige Höchstgeschwindigkeit wurde zugunsten einer gesteigerten Zugkraft bei diesen Triebfahrzeugen durch eine Änderung der Getriebeübersetzung auf 80 beziehungsweise 65 km/h herabgesetzt. Bis 1983 wurden 37 Lokomotiven gebaut. 1992 erhielten sie die neue Baureihenbezeichnung 293, wenn sie nicht bereits vorher in die Baureihe 298.3 umgebaut worden waren. Bis 1993 wurden alle Lokomotiven zur Baureihe 298.3 umgebaut.

### Baureihe 298
1990 kam man nach längerer Erprobung der beiden Lokomotiven der Baureihe 108 zu dem Entschluss, dass das hydrodynamische Wendegetriebe auch für die schweren Rangierloks der 111 geeignet wäre. So wurden die 111 036 und 037 zu weiteren Baumusterlokomotiven der Baureihe 108 umgebaut. 1991 begann der serienmäßige Umbau, einhergehend mit der Umzeichnung im Vorgriff auf das gemeinsame Nummernschema zur Baureihe 298. Bis 1993 war der Umbau aller Lokomotiven abgeschlossen. Von 1996 bis 1998 gab es zusätzlich einen Umbau auf Funkfernsteuerung, dem zwei Lokomotiven durch Verkauf an das Stahlwerk Thüringen/Unterwellenborn „entgingen“. Alle Lokomotiven der BR 298 haben statt der V-100-Fahrschalter mit Handrad für die Motordrehzahl auf beiden Seiten je zwei schmale Pulte unter den seitlichen Fenstern mit seitenbedienbaren Joysticks für Vorwärts- und Rückwärtsfahrt. Diese sind symmetrisch angeordnet, so dass alle relevanten Bedienelemente (Fahrschalter, Führerbremshebel, Zusatzbremse) insgesamt viermal vorhanden sind.
Einige Lokomotiven wurden mit einer "Vconst".-Schaltung ausgerüstet, um den Betrieb am Ablaufberg zu vereinfachen. 2005 erhielten vier Lokomotiven neue Caterpillar-Motoren mit 772 kW (1050 PS) Leistung. 2007 wurden weitere 21 Lokomotiven remotorisiert. Dabei erhielten sie eine neue Hauptgelenkwelle, einen neuen Kühlkreislauf und eine veränderte Abgasanlage mit neuem Schalldämpfer.

### Baureihe 110.9 (DB-Baureihe 710)

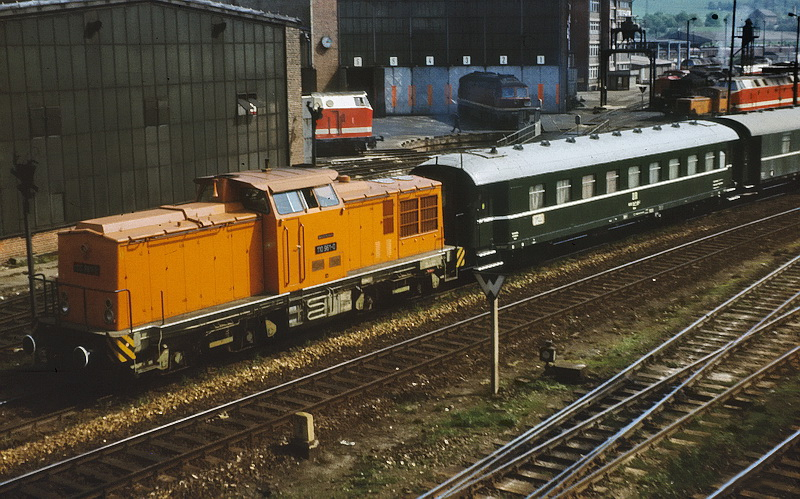
110 961 mit Bauzug 1983 in Saalfeld(S)

Für die DR wurden ab 1981 zehn Lokomotiven mit 736 kW (1000 PS) ab Loknummer 110 961 gebaut, die über einen Nebenabtrieb im vorderen Vorbau verfügten. Diese Maschinen dienten zum Antrieb von Grabenräumeinheiten (GRE) und Hochleistungsschneefräsen (HSF). Sie gehörten nicht zum Betriebsbestand der DR, sondern wurden Oberbauwerken (Obw) zugeordnet. 1992 wurden sie als Baureihe 710 bezeichnet und ab 1994 an private Bahnunternehmen verkauft. Der Nebenabtrieb wurde wieder entfernt.

### Baureihe 199.8
Für den Ersatz der dort eingesetzten Dampflokomotiven wurden für die Schmalspurbahnen im Harz zehn durch die fortschreitende Streckenelektrifizierung freigewordene Lokomotiven der Bauart V 100.2 mit 800er Ordnungsnummer – diese blieb unverändert – im Raw Stendal auf Meterspur umgebaut und seitdem als Baureihe 199.8 geführt. Insgesamt plante die Deutsche Reichsbahn ab Mitte der 1980er Jahre einen Umbau und Einsatz von dreißig Maschinen. Durch die politische Wende in der DDR blieb es allerdings bei zehn umgebauten Lokomotiven, da der Güterverkehr zurückging und die Dampftraktion für Ausflügler auf den Strecken der Harzer Schmalspurbahn stets attraktiver war. Wegen der zulässigen Achslast von nur zehn Tonnen war der Einbau von dreiachsigen Drehgestellen erforderlich. Die Drehgestellrahmen tragen auch die Zug- und Stoßvorrichtungen. Die durch das spezielle Drehgestell etwa 10 Zentimeter höher gewordenen Loks schaukelten auf der Schmalspur dermaßen, dass sie den Spitznamen Harzkamel erhielten.
Diese Fahrzeuge gelangten 1993 geschlossen zur neu gegründeten Harzer Schmalspurbahn (HSB). Im Umzeichnungsplan 1992 war noch die neue Stammnummer 299.1 (299 110 bis 299 119) vorgesehen. Drei Lokomotiven wurden 1998 bei Adtranz modernisiert, während vier nicht mehr benötigte gleichzeitig verkauft und wieder mit Regelspurdrehgestellen ausgerüstet wurden.
Die drei modernisierten Lokomotiven bekamen eine Funkfernsteuerung und – außer der 199 861 – zusätzlich klappbare, erhöht angebrachte Seitenpuffer und Regelspurschraubenkupplungen für den Rollbockverkehr; alle drei sind bis heute im Einsatz. Der Einsatz erfolgt universell, sowohl im Rangierdienst, im Güterverkehr als auch im Winter für den Schneeräumdienst oder als Ersatzlok vor Reisezügen. Die drei Lokomotiven ohne Funkfernsteuerung wurden mangels Bedarfs abgestellt.
2016 waren folgende Lokomotiven vorhanden:
- 199 861: modernisiert Adtranz (betriebsfähig), einzige betriebsfähige Lok mit Zugheizeinrichtung, Reserve in Wernigerode
- 199 871: abgestellt in Wernigerode-Westerntor
- 199 872: modernisiert Adtranz (betriebsfähig), Rangierdienst in Wernigerode
- 199 874: modernisiert Adtranz (betriebsfähig), Reserve in Nordhausen (Güterverkehr)
- 199 877: abgestellt in Nordhausen
- 199 892: abgestellt in Wernigerode-Westerntor

### Umbaukonzept Baureihe 203
Viele der bei der DB ausgemusterten Lokomotiven wurden vom Alstom-Werk Stendal übernommen. Die Fahrzeuge wurden dort nach Kundenwunsch aufgearbeitet und in verschiedenen Varianten mit dem Originalmotor oder alternativen Motoren, z. B. mit einem MTU-Friedrichshafen-Motor mit 1877 PS / 1385 kW, und Steuerungen angeboten. Optional wurde der Umbau auf eine Höchstgeschwindigkeit von 100 km/h angeboten; solche Maschinen wurden als Baureihe 203 bezeichnet. Die Lokomotiven können gekauft, geleast oder gemietet werden. Auf Kundenwunsch erhielten sie auch neue Aufbauten oder Zusatzausstattungen. Auch viele ehemalige Werkslokomotiven (vor 2000 ausschließlich) wurden, teils mit erheblich veränderten Aufbauten, umgebaut. In den Jahren 2015 bzw. 2016 wurden die letzten Lokomotiven der „Ost-V100“ und „West-V100“ umgebaut.
Bei der DB hatten neben der DB Netz und ihren Instandhaltungstöchtern auch die DB Regio in den Standorten Nürnberg, Regensburg und Würzburg Loks der Baureihe 203 im Bestand, die Regensburger Loks waren jedoch für Railion in Regensburg Ost eingesetzt. Die S-Bahn München setzte die 203 002 bis 2013 als Schlepplok ein. 2016 wurde sie an die Mitteldeutsche Eisenbahn verkauft.

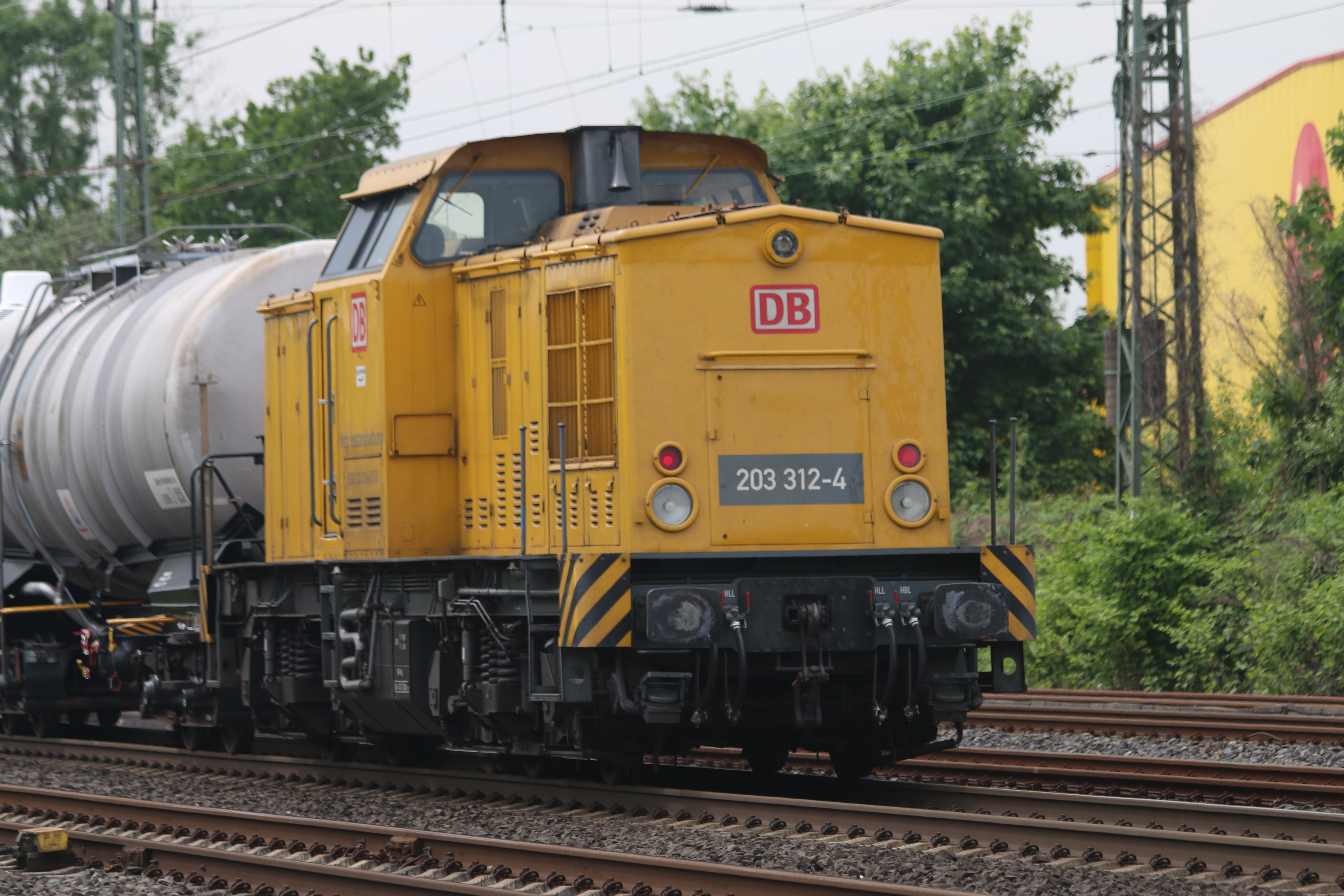
203 312 der DB Netz
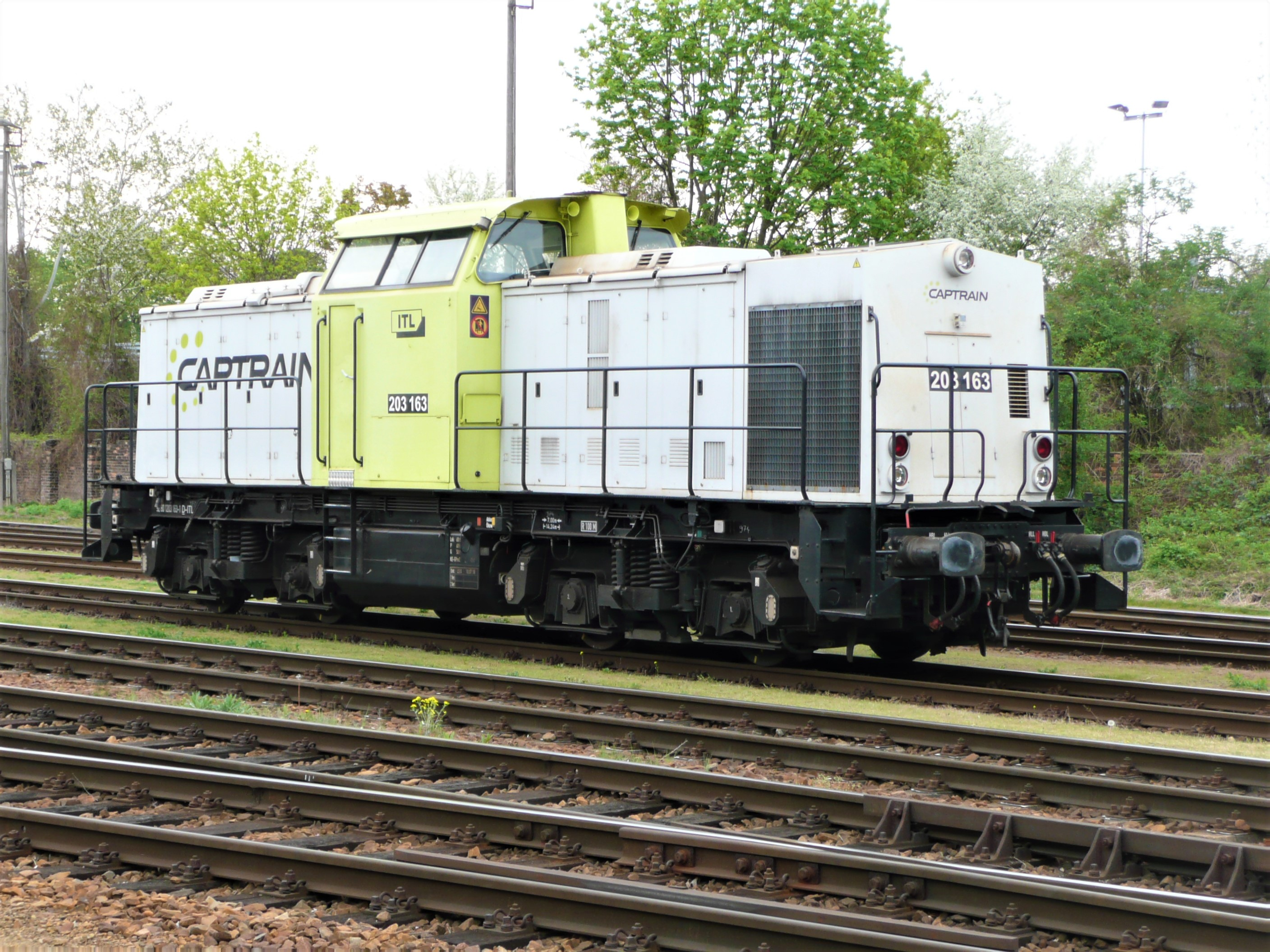
203 163 als Umbauvariante von Captrain auf der Hafenbahn Dresden (2022)
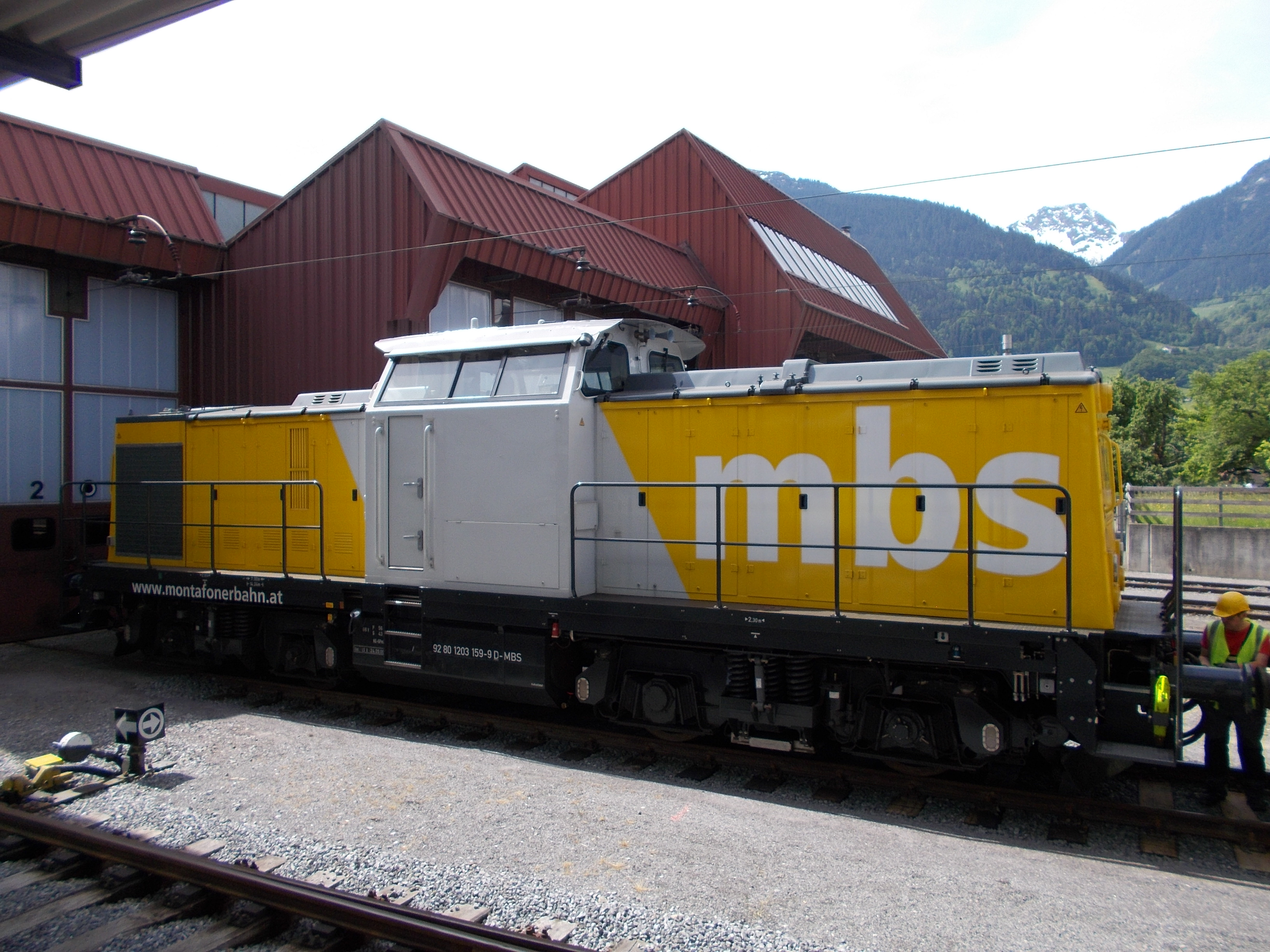
Ehemalige 110 446 von 1972, nach Umbau nun bei der Montafonerbahn als 203.1 im Einsatz.

### Umbaukonzept Baureihe 203.7
Basierend auf den Erfahrungen mit den bereits umgebauten Lokomotiven wurde im Alstom-Werk Stendal ein weiteres Umbaukonzept für Rangierlokomotiven mit Hybridantrieb entwickelt. Diese Lokomotiven wurden mit einem Akkumulator und Elektromotoren sowie einer Dieselmotor-Generator-Einheit ausgerüstet. Dabei wurde der bisherige Dieselmotor mit Kühler und Strömungsgetriebe durch ein Zentralgetriebe mit zwei angeflanschten Elektromotoren sowie einen Traktions- und Hilfsbetriebeumrichter ersetzt.
Als Dieselmotor kommt ein Deutz TCD 2014 L6 4V, abgaszertifiziert nach EU-Richtlinie 2004/26 Stufe IIIA, mit einer Leistung von 238 kW und einem Drehzahlbereich von 1100-2200 min−1 zum Einsatz. Dieser treibt einen 200-kW-Synchrongenerator mit Permanentmagnet-Erregung mit einer drehzahlabhängigen Ausgangsspannung von 440 bis 940 V an. Die Anpassung der Spannung an die Temperatur und den Ladezustand des Akkumulators erfolgt ohne einen Gleichspannungswandler durch Änderung der Motordrehzahl. Der Nickel-Cadmium-Akkumulator hat eine Kapazität von 102 kWh bei einer Nennspannung von 600 V, wiegt rund 5,2 t und besteht aus 500 Zellen vom Typ FNC A170 XR der Firma Hoppecke. Der Traktionsumrichter treibt zwei Dreiphasenasynchronmotoren mit einer Leistung von je 213 kW an. Sie sind über einen Flansch mit dem Stirnradgetriebe verbunden und unter dem Boden des Führerhauses angeordnet. Die nicht verbrauchte Energie der Dieselmotor-Generator-Einheit wird im Akkumulator gespeichert und dient zur Aufladung in Schwachleistungsphasen.

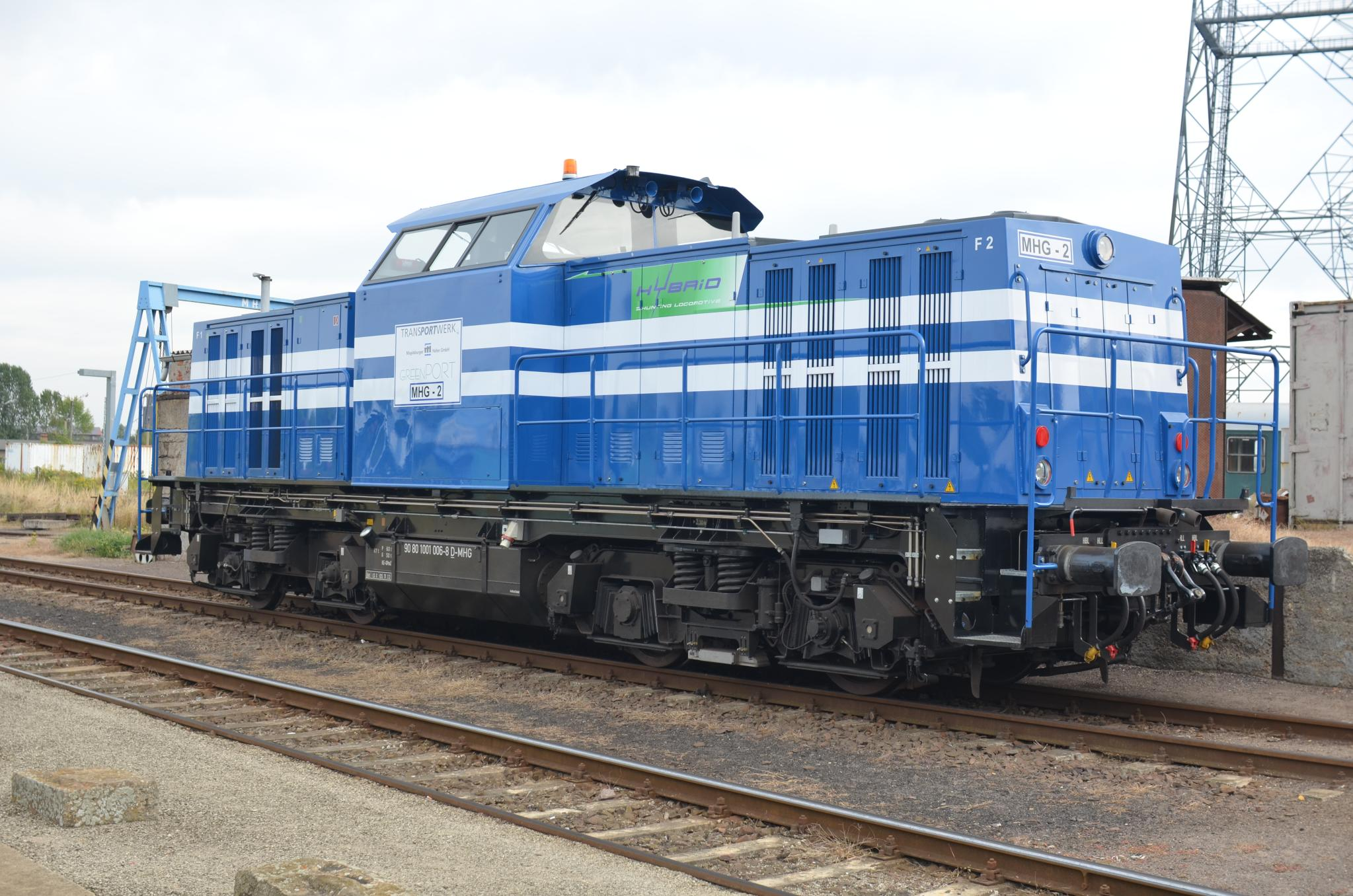
Hybridlok 1001 006 der MHG

Auf Basis der Lokomotive 202 490 wurde ab 2004 der erste Prototyp 203 701 gebaut, der 2006 fertiggestellt und auf der InnoTrans 2006 vorgestellt wurde. Anschließend wurde der Prototyp bis 2012 unter Betriebsbedingungen erprobt. Ab 2010 erfolgte eine Erprobung bei der MEG auf den Anschlussbahnen Schkopau und Böhlen. Im Vergleich zur V 60 konnte eine Dieselersparnis von 42 Prozent erzielt werden. Im Juni 2012 wurden dann vier Serien-Hybridlokomotiven an die MEG ausgeliefert. Diese weisen gegenüber dem Prototyp einige Veränderungen auf wie zum Beispiel ein schaltbares Getriebe mit Rangier- und Streckengang. Außerdem können die Lokomotiven als reine Akkulokomotiven betrieben werden. Im September 2012 wurde die Lok 1001 006 (ehemals 298 046), die erstmals die Möglichkeit bietet, den Akkumulator auch über einen Landstromanschluss zu laden, an die Magdeburger Hafen GmbH (MHG) verkauft. Seit April 2023 wird die 1001 011 (ehemals 202 299) bei der DB Fernverkehr AG im Werk Hannover als Rangierlok eingesetzt und löst damit eine Lokomotive der Baureihe V 60 ab. Für diesen Einsatz wurde sie an beiden Enden mit Rangierkupplungen ausgerüstet und mit einer Folierung versehen, über deren Erscheinungsbild ein Mitarbeiter-Wettbewerb entschied.
Insgesamt wurden elf Lokomotiven umgebaut. Ihnen wurde im deutschen NVR-Register die Stammnummer 1001 zugewiesen. Auf Basis der gesammelten Erfahrungen wurde die Bauart Alstom H3 entwickelt, welche ebenfalls in Stendal gefertigt wird.

### Weitere Verwendung
Der Bestand bei nichtbundeseigenen Bahnen an Lokomotiven der Baureihe 203 wuchs ständig, wobei die Eisenbahn-Bau- und Betriebsgesellschaft Pressnitztalbahn mbH (PRESS), Mitteldeutsche Eisenbahn und die Spitzke AG größere Bestände haben. SBB Cargo hat für ihre Standorte Dillingen, Köln und Freiburg fünf Loks der Baureihe 203.1 bei Alstom Lokomotiven Service (ALS) angemietet, die den SBB-Cargo-Anstrich erhielten.

### Umbaukonzept Baureihe 293
ADtranz modernisierte zwischen 1995 und 2002 59 Lokomotiven zur Baureihe 293. Neben der Aufarbeitung der vorhandenen Aggregate erhielten auch diese Lokomotiven neue Motoren von Caterpillar oder MTU. Neu war die hydraulisch angetriebene Kühlanlage. Bei mehreren der Loks mussten neue Betriebsbücher angelegt werden, da die Ursprungslokomotive nicht feststellbar war. Zwei weitere Lokomotiven wurden durch verschiedene Werkstätten nach diesem Konzept umgebaut.